# Distrito de Mchinji
El distrito de Mchinji es uno de los veintisiete distritos de Malaui y uno de los nueve de la región Central. Cubre un área de 3.356 km² y alberga una población de 602 305 personas. La capital es Mchinji.
- Datos: Q868792